# Matanga (bướm đêm)
Matanga là một chi bướm đêm thuộc họ Geometridae.